# Samlingspartiet - Landsbygdens bästa
Samlingspartiet - Landsbygdens bästa (SLB) var ett lokalt politiskt parti som var registrerat för val till kommunfullmäktige i Robertsfors kommun. Partiet var representerat i Robertsfors kommunfullmäktige mellan åtminstone 1982 och 2002.

## Valresultat
| År   | Röster | %    | Mandat |
| ---- | ------ | ---- | ------ |
| 1973 | 328    | 6,5  | 3 / 41 |
| 1976 | 180    | 3,4  | 1 / 41 |
| 1979 | 129    | 2,4  | 1 / 41 |
| 1982 | 101    | 1,9  | 1 / 41 |
| 1985 | 127    | 2,4  | 1 / 41 |
| 1988 | 144    | 2,9  | 1 / 41 |
| 1991 | 227    | 4,6  | 1 / 31 |
| 1994 | 182    | 3,7  | 1 / 31 |
| 1998 | 110    | 2,45 | 1 / 31 |